# Symplecta propensa
Symplecta propensa là một loài ruồi trong họ Limoniidae. Chúng phân bố ở miền Cổ bắc.